# 인공지능의 윤리
인공지능의 윤리(人工知能 倫理, 영어: ethics of artificial intelligence)는 인공지능(AI) 시스템에 특화된 기술윤리의 한 분야이다.
인공지능윤리는 특정 윤리적 이해관계가 있다고 간주되는 해당 분야의 광범위한 주제를 다루고 있다. 여기에는 알고리즘 편향, 공정성, 자동화된 의사 결정, 설명책임, 개인 정보 보호 및 규제가 포함된다. 의료, 교육, 군대와 같은 일부 응용 분야에는 특히 중요한 윤리적 영향이 있을 수 있다.

## 같이 보기
- AI에 의한 탈취
- 인공 의식
- 인공 일반 지능
- 죽은 인터넷 이론
- 효과적 이타주의
- 인공 일반 지능의 존재 위험
- 인간성
- 인공지능 철학